# 麦谷蛋白
麦谷蛋白（英語：glutenin, glutenine）是来自小麦的一种谷蛋白，占小麦蛋白质含量的47%。它与麦胶蛋白通过二硫键形成麸质，可溶于稀酸、碱。